# 尹丽丽
尹丽丽（1979年11月11日—）是中国女子中长跑运动员。
1997年10月18日她在上海用3分53秒91完成1500米赛跑。这使得她成为当时的全球第六，次于曲云霞、姜波、郎营来、王军霞和塔季扬娜·卡赞金娜。
在1998年世界青年锦标赛上她赢得了3000米赛跑和5000米赛跑。
此后尹丽丽的职业生涯再未辉煌，极少参加国际赛事。2001年，她因服用兴奋剂被禁赛2年。

## 外部連結
- 尹丽丽在的頁面